# 三遊亭圓雀 (5代目)
五代目 三遊亭 圓雀（さんゆうてい えんじゃく、1949年3月22日 - 2016年1月4日）は落語芸術協会所属の落語家。本名∶柳本 修。出囃子は「喜撰」。

## 来歴
東京都世田谷区出身。都立烏山工業高校卒業後の1968年2月に四代目三遊亭圓馬に入門、前座名「はる馬」を名乗る。
1971年10月、二ツ目昇進し「春馬」と改名。
1983年4月に四代目春雨や雷蔵、二代目柳亭小痴楽、古今亭寿輔、三笑亭夢之助、桂京丸、五代目春風亭柳條と共に真打昇進、「五代目三遊亭圓雀」を襲名。
2016年1月4日に脳梗塞のため鹿児島の病院で死去。葬儀・告別式は近親者のみで執り行い、後日報道によりその死が公表された。同じく密葬を執り行った「上方落語四天王」の一人の三代目桂春団治の死去と発表が前後している。

## 人物
古典落語を専門とし、得意ネタは、唐茄子屋政談、紙入れ、妄馬、錦の袈裟など。
落語芸術協会のデキシーバンド「にゅうおいらんず」ではクラリネットを担当した。メンバーの中で数少ない演奏経験者でもあるため、結成してから初めて演奏をはじめたメンバーと同じパートを担当したり、サポート演奏をすることもあった。また、曲によってはボーカルも兼ねた。
趣味はワイン。
長唄の初代杵屋三左衛門は叔父にあたる。

## 芸歴
- 1968年2月 - 四代目三遊亭圓馬に入門、前座名「はる馬」。
- 1971年10月 - 二ツ目昇進、「春馬」と改名。
- 1983年4月 - 真打昇進、「五代目三遊亭圓雀」を襲名。
- 2016年1月 - 死去。66歳没[1][2]。